# Мілл-Крік Тауншип (округ Мерсер, Пенсільванія)
Мілл-Крік Тауншип (англ. Mill Creek Township) — селище (англ. township) в США, в окрузі Мерсер штату Пенсільванія. Населення — 778 осіб (2020).

## Демографія
Згідно з переписом 2010 року, у селищі мешкала 721 особа в 302 домогосподарствах у складі 215 родин. Було 358 помешкань
Расовий склад населення:
| - 99,3 % — білих - 0,1 % — корінних американців - 0,1 % — чорних або афроамериканців |

До двох чи більше рас належало 0,4 %. Частка іспаномовних становила 0,4 % від усіх жителів.
За віковим діапазоном населення розподілялося таким чином: 22,2 % — особи молодші 18 років, 59,8 % — особи у віці 18—64 років, 18,0 % — особи у віці 65 років та старші. Медіана віку мешканця становила 45,0 року. На 100 осіб жіночої статі у селищі припадало 103,7 чоловіків;  на 100 жінок у віці від 18 років та старших — 107,0 чоловіків також старших 18 років.
Середній дохід на одне домашнє господарство  становив 64 445 доларів США (медіана — 50 500), а середній дохід на одну сім'ю — 76 427 доларів (медіана — 64 375). Медіана доходів становила 51 458 доларів для чоловіків та 34 375 доларів для жінок. За межею бідності перебувало 13,9 % осіб, у тому числі 18,4 % дітей у віці до 18 років та 3,5 % осіб у віці 65 років та старших.
Цивільне працевлаштоване населення становило 340 осіб. Основні галузі зайнятості: освіта, охорона здоров'я та соціальна допомога — 25,3 %, виробництво — 20,0 %, будівництво — 10,3 %, публічна адміністрація — 8,5 %.